# Сильвейра, Франсиско
Франсиско да Сильвейра Пинту да Фонсека Тейшейра (Канелаш (Пезу-да-Регуа), 1 сентября 1763 — Вила-Реал, 27 мая 1821), 1-й граф Амаранти, более известный как генерал Сильвейра — офицер португальской армии и политик, получивший известность во время Пиренейских войн.

## Семья
Генерал Сильвейра (как он чаще всего упоминается во многих работах) был сыном Мануэля да Сильвейры Пинту да Фонсека и Антонии да Сильвейры. У него был брат Антонио да Сильвейра Пинту да Фонсека, 1-й виконт Канелаш. 16 апреля 1781 года он женился на Марии Эмилии Тейшейра де Магальес-и-Ласерда, и от этого брака у него было трое детей: Мануэл да Сильвейра Пинту да Фонсека Тейшейра, 1-й маркиз Шавиш, Мигель да Сильвейра Пинту да Фонсека и Мариана да Сильвейра Пинту да Фонсека.

## Биография
25 апреля 1780 года был зачислен курсантом в кавалерийский полк Алмейды (позднее 11-я кавалерийский полк). 22 апреля 1790 года был произведён в энсины, а 17 декабря 1792 года в лейтенанты 6-го кавалерийского полка. 17 декабря 1799 года он получил звание капитана и был назначен адъютантом военного губернатора провинции Бейра Жоао Брун да Сильвейры. 22 февраля 1785 года он унаследовал майорат Эспириту-Санту от своего отца. В 1801 году указом от 6 марта Франсиско Сильвейра был повышен до сержант-майора. В том же году, когда началась так называемая «Апельсиновая война», вместе с другими офицерами из Траз-уш-Монтиша он участвовал в наборе корпуса добровольцев, а 19 мая был назначен командующим роты добровольцев из Траз-уш-Монтиша. 14 марта 1803 года ему было присвоено звание подполковника 6-го кавалерийского полка.
В декабре 1807 года, в начале первого французского вторжения, он был в Авейру. Жюно отдал приказ демобилизовать большую часть португальской армии и сформировать из лучших подразделений корпус войск под названием Португальский легион (Legião Lusitana, или Legião Portuguesa). Сильвейра был вызван в Коимбру и стал свидетелем демобилизации 6-го, 9-го, 11-го и 12-го кавалерийских полков. Он попросил об отставке, которая была принята правительством Жюно, и отправился в Порту, чтобы попасть на борт одного из британских кораблей, находящихся в море, и бежать в Бразилию. Этот план провалился, и он отправился в Вила-Реал.
Когда восстание, зародившееся в Испании, достигло Португалии, в Порту была создана Временная хунта верховного правительства Королевства под председательством епископа Порту. Восстание быстро распространилось на всё королевство, сначала в Траз-уш-Монтиш, где Франсиско Сильвейра сыграл ведущую роль в восстановлении законного правительства Португалии. Его заслуги были признаны хунтой, которая 21 июля назначила его полковником 6-го кавалерийского полка.
В 1808 году он был в составе войск под командованием генерала Бернардима Фрейре де Андраде, которые отправились на юг, чтобы встретить британские войска, высадившиеся в Лавуше. Затем он служил командиром авангарда этого корпуса. После того, как французские войска покинули Португалию, Сильвейра вернулся на север, чтобы принять участие в реорганизации армии. Он был повышен до бригадира и назначен военным губернатором Траз-уш-Монтиш королевским письмом от 15 февраля 1809 года.

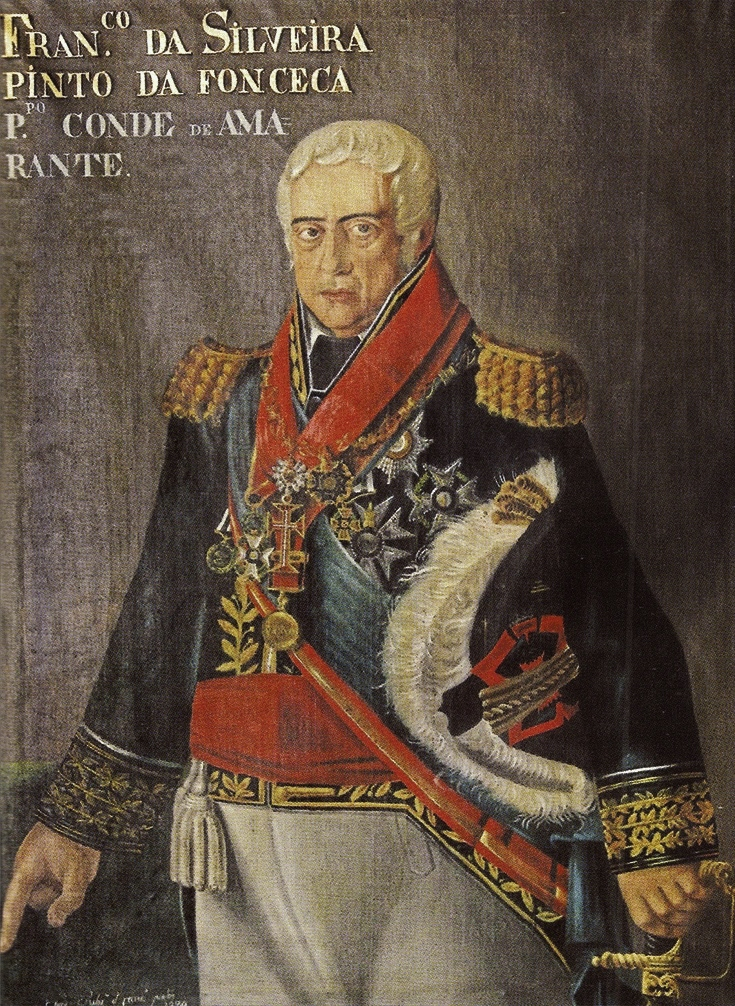
Портрет 1-го графа Амаранти. 19-й век.

Между тем началось второе французское вторжение в Португалию. Ввиду превосходства сил французов Сильвейра был вынужден покинуть Шавиш и отправиться в регион Вила-Реала. Когда французские войска продолжили наступление на Брагу, оставив небольшой гарнизон в Шавише, Сильвейра вернулся со своими войсками и осадил город, который вскоре сдался. Сульт оккупировал Порту в конце марта 1809 года, и Сильвейра с его слабо обученными и плохо экипированными войсками, солдаты которого зачастую даже не имели огнестрельного оружия, отважно защищал линию реки Тамега. Самым ярким эпизодом этой обороны стала защита моста в Амаранти. Вынужденный уйти после четырнадцати дней сопротивления, он не позволил разгромить свои войска, и вскоре заставил французские силы под командованием Луазона уйти в Гимарайнш.
21 мая 1809 года бригадир Франсиско да Сильвейра был повышен до генерала в знак признательности за его сражения с французскими захватчиками. С началом третьего французского вторжения он снова вернулся на службу. Среди сражений, в которых он участвовал, были нападение на цитадель в Пуэбла-де-Санабриа (1-10 августа 1810) в провинции Самора, недалеко от границы на севере Португалии, боевые действия в Валверде (14 ноября 1810), оборона Пиньела (31 декабря 1810) и оборона Вила-да-Понте (11 января 1811).

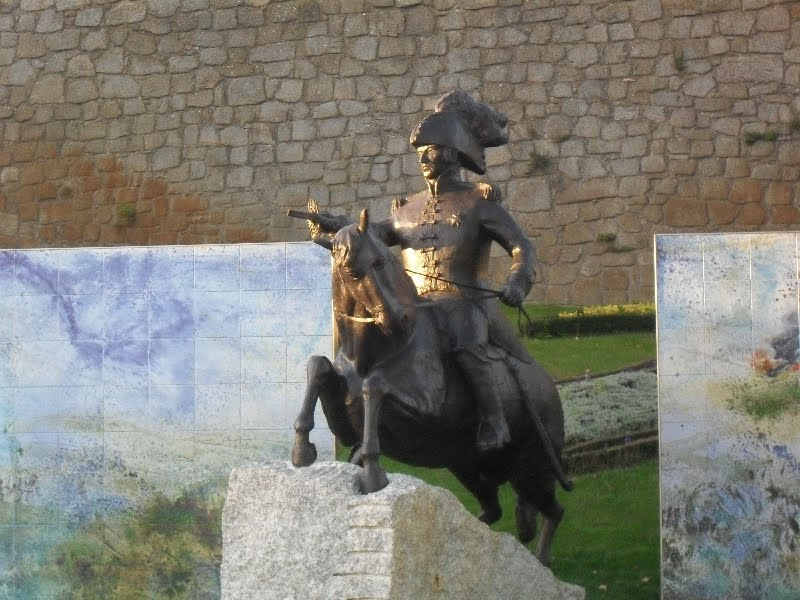
Генерал Сильвейра. Статуя была открыта в Шавише, рядом со стенами форта Сан-Франциско, по случаю празднования двухсотлетия Пиренейской войны.

Постановление от 5 февраля 1812 года подтвердило его повышение в должности до генерал-лейтенанта, которое произошло 1 января того же года. Его таланты были признаны и маршалом Уильямом Бересфордом, главнокомандующим португальской армией, и Артуром Уэлсли, который командовал армией союзников в борьбе против французов. Поэтому неудивительно, что он командовал португальской пехотной дивизией в армии Уэлсли в битве при Витории и других сражениях на заключительном этапе войны.
После окончания Пиренейской войны в 1814 году Сильвейра вернулся на пост губернатора провинции Траз-уш-Монтиш. 24 августа 1820 года, когда началась либеральная революция, его пригласили вступить в партию Временной хунты Порту, но он отказался и собрал в Шавише войска из провинции Траз-уш-Монтиш с противоположной целью — бороться с революцией. Однако здесь он потерпел поражение, поскольку эти войска перешли на сторону хунты. После этого Сильвейра удалился в Вила-Реал, где и умер в следующем году. Он был похоронен в фамильной гробнице в часовне Эспириту-Санту в Канелаше.
13 мая 1809 г. принц-регент наградил его титулом графа Амаранти. Его действия во время второго французского вторжения завоевали ему огромное уважение во всём королевстве. Кроме того, 1-й граф Амаранти был награждён медалью за семь кампаний Пиренейской войны, британскими и испанскими медалями, Большим крестом Ордена Христа и почётным командором Ордена Башни и Меча.